# Izana
Izana es una localidad española del municipio de Quintana Redonda, perteneciente a la provincia de Soria, en la comunidad autónoma de Castilla y León.

## Ubicación
Perteneciente al partido judicial de Soria, se encuentra en la comarca de Soria. Forma parte del municipio de Quintana Redonda. Por sus cercanías discurre el río Izana. En el siglo XIX se mencionaban los «buenos montes de encina y roble» existentes en su término.

## Historia
El Censo de Pecheros de 1528, en el que no se contaban eclesiásticos, hidalgos y nobles, registraba la existencia 9 pecheros, es decir unidades familiares que pagaban impuestos. En el documento original aparece como Hizaña.
Lugar que durante la Edad Media perteneció a la Comunidad de Villa y Tierra de Soria formando parte del Sexmo de Lubia.
A la caída del Antiguo Régimen la localidad se constituye en municipio constitucional, entonces conocido como Izana en la región de Castilla la Vieja, partido de Soria. que en el censo de 1842 contaba con 14 hogares y 52 vecinos. Hacia mediados del siglo XIX, el lugar, por entonces con ayuntamiento propio, tenía contabilizadas 20 casas. Aparece descrito en el noveno volumen del Diccionario geográfico-estadístico-histórico de España y sus posesiones de Ultramar de Pascual Madoz de la siguiente manera:

IZANA: l. con ayunt. en la prov. y part. jud. de Soria (2 1/2 leg.), aud. terr. y c. g. de Burgos (20), dióc. de Osma (8). sit. en terreno húmedo al pie de la sierra de Nodojo. Su clima es frio y propenso á fiebres intermitentes. Tiene 20 casas, escuela de instruccion primaria á cargo de 1 maestro , sacristán y secretario de ayunt., dotado por el primer concepto con 3 fan. y 1/2 de trigo; hay 1 fuente de abundantes y buenas aguas, que provee á las necesidades del vecindario; 1 igl. parr. (Stos. Gervasio y Protasio), aneja de la de los Llamosos. térm.: confina con los de Navalcaballo, Lubia y las Cuevas. El terreno, en su mayor parte quebrado, es de buena calidad; le baña el r. del mismo nombre del pueblo, que se forma de la fuente mencionada y de otras varias que brotan en la sierra: hay buenos montes de encina y roble. caminos: los que dirigen á los pueblos limítrofes. correo: se recibe y despacha en la adm. de Soria. prod. trigo, centeno, cebada, avena, legumbres y cáñamo, leñas de combustible y carboneo y yerbas de pasto, con las que se mantiene ganado lanar y vacuno, y algunas caballerias para la agricultura; hay caza de liebres, conejos, perdices y algunos venados y jabalíes. ind.: la agrícola. comercio: esportacion del sobrante de frutos, ganado y lana, é importacion de los art. de consumo que faltan. pobl.: 14 vec., 52 alm. cap. imp.: 22,599 rs.
(Madoz, 1847, p. 471)

A mediados del siglo XIX desaparece el municipio porque se integra en Quintana Redonda.

## Demografía
En el año 2000 contaba con 25 habitantes, concentrados en el núcleo principal pasando a 22 en 2014.

## Patrimonio

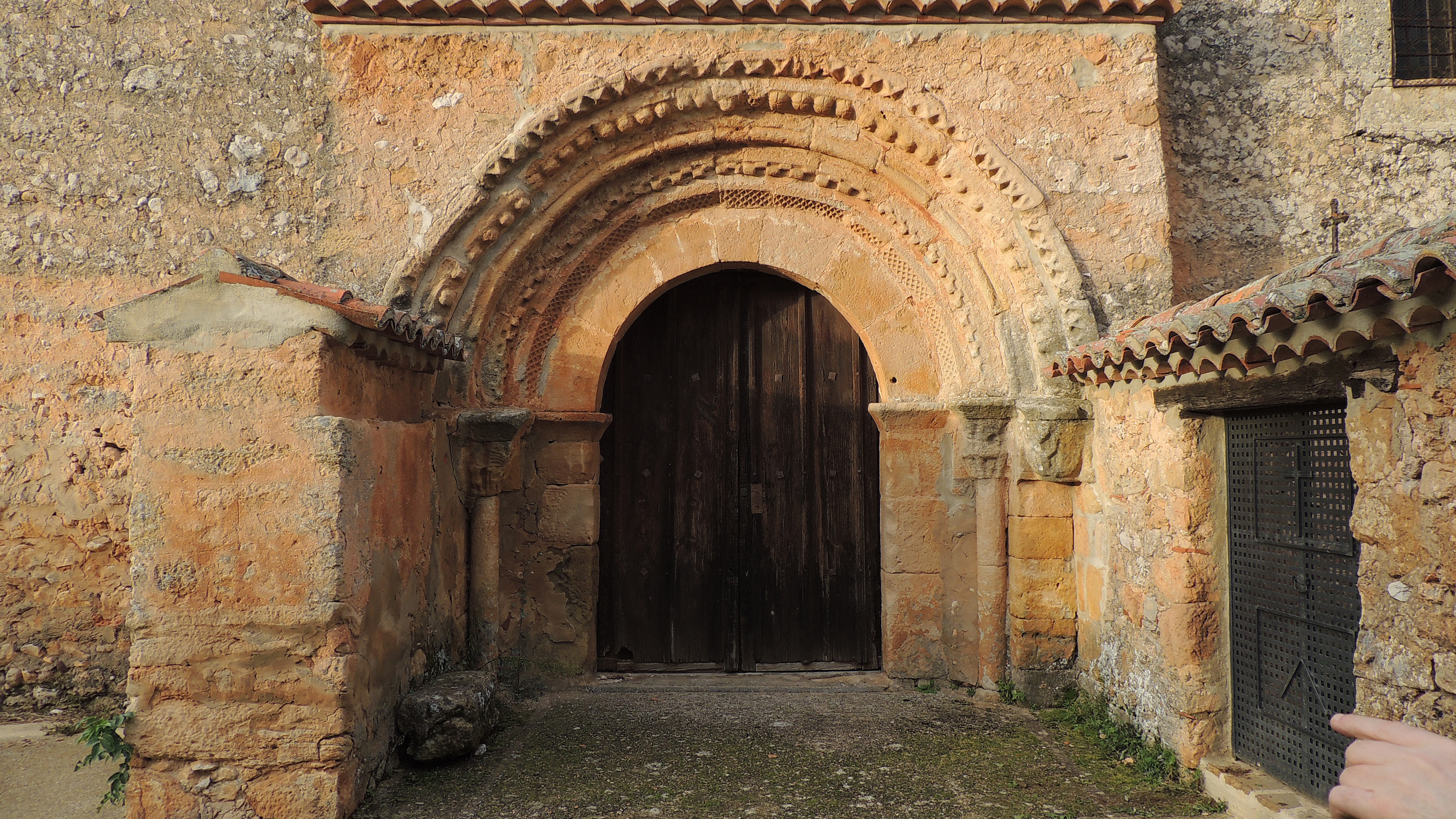
Iglesia de San Gervasio y San Protasio

- Iglesia de los Santos Gervasio y Protasio,[1] de estilo románico, con ábside semicircular y portada con tres arquivoltas.
- Castro celtíbero, al norte del pueblo en un cerro amesetado con una altura de 1116 m sobre el nivel del mar.